# مطار اينسبوروك
مطار اينسبوروك (بالألمانية: Flughafen Innsbruck) (إياتا: INN، إيكاو: LOWI) ويعرف أيضًا باسم مطار كرانه بيتن هو أكبر مطار دولي في ولاية تيرول النمساوية وتم افتتاحه في عام 1925 
يسير هذا المطار رحلات فوق جبال الألب كما أنه يوفر رحلات لوجهات أخرى في أوروبا. مع بدء الشتاء يشهد نشاط المطار ارتفاعًا ملحوظًا نظرًا لعدد هواة رياضة التزلج.

## الوجهات وشركات الطيران

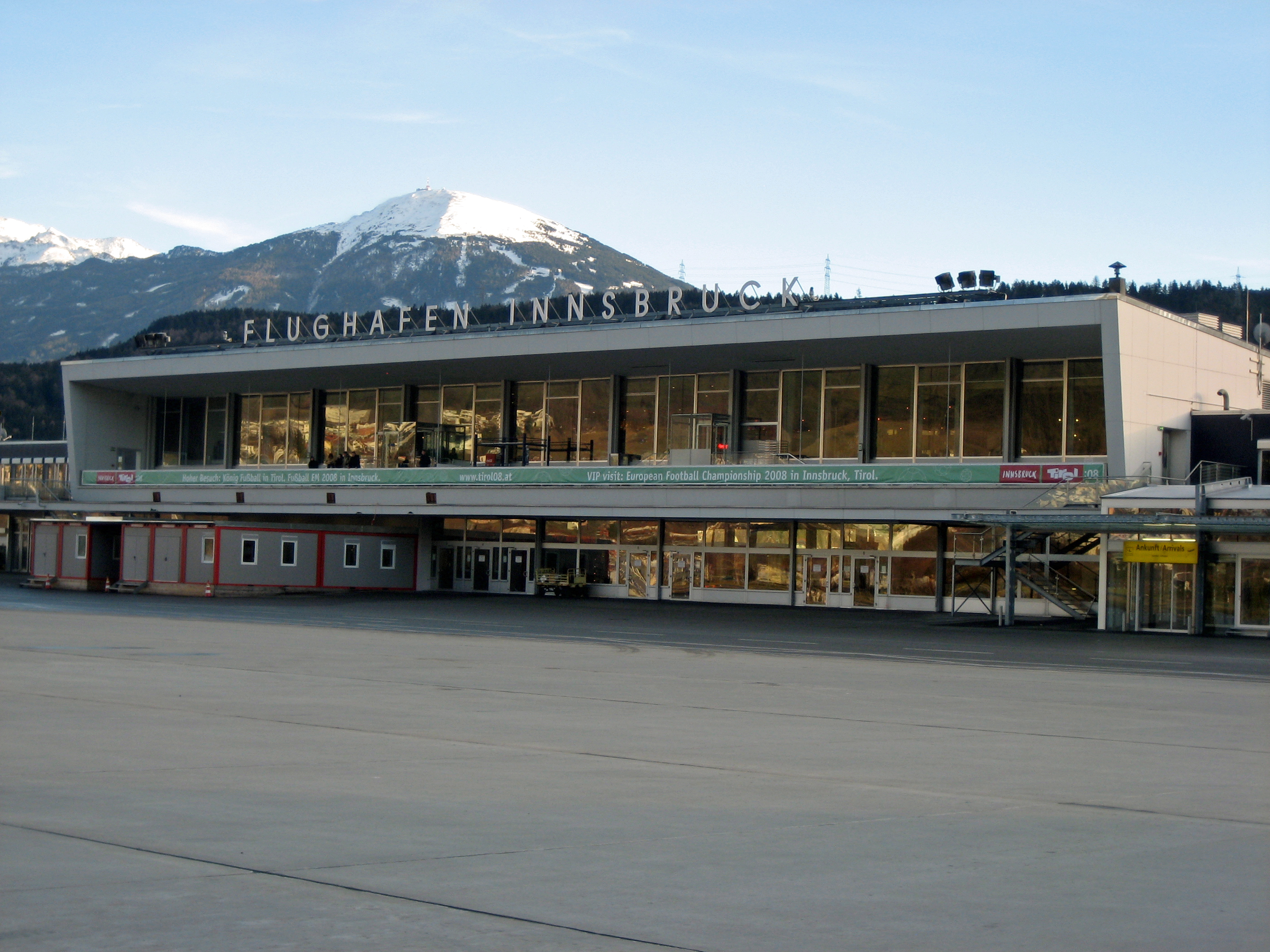
مطار إنسبروك صالة 1

تسير عدة شركات طيران رحلات منتظمة وموسمية من وإلى مطار اينسبوروك:
| شركـات طيـران              | الوجهات |
| -------------------------- | --- |
| طيران إيجيان               | موسمي: مطار أثينا الدولي (تبدأ في 22 ديسمبر 2023)                                                                                              |
| Air Dolomiti               | مطار فرانكفورت |
| الخطوط الجوية الفرنسية     | موسمي: مطار باريس شارل ديغول |
| الخطوط الجوية النمساوية    | مطار فيينا الدولي موسمي: مطار برلين براندنبرغ                                                                                                  |
| Avanti Air                 | موسمي عارض: Calvi |
| الخطوط الجوية البريطانية   | موسمي: مطار غاتويك (تبدأ في 8 ديسمبر 2023)، مطار لندن هيثرو                                                                                    |
| إيزي جيت                   | مطار غاتويك موسمي: مطار بريستول، مطار لندن لوتن، مطار مانشستر                                                                                  |
| يورو وينجز                 | موسمي: مطار هامبورغ، مطار ستوكهولم أرلاندا موسمي عارض: مطار كوبنهاغن، Heraklion، Kos، Lamezia Terme ‏، مطار ميورقة، Rhodes                      |
| جيت تو دوت كوم             | مطار برمينغهام، مطار بريستول، مطار مانشستر موسمي: مطار إدنبرة، مطار لندن ستانستد                                                               |
| Marathon Airlines          | موسمي عارض: Cagliari، Kalamata، Kavala، Kefalonia، Preveza/Lefkada، Thessaloniki                                                               |
| الخطوط الجوية الإسكندنافية | موسمي: مطار ستوكهولم أرلاندا |
| ترانسافيا                  | مطار سخيبول أمستردام موسمي: مطار بروكسل الدولي، مطار آيندهوفن، مطار روتردام لاهاي                                                              |
| توي للطيران                | موسمي: مطار برمينغهام، مطار بريستول، مطار دبلن الدولي، مطار إدنبرة، مطار غاتويك، مطار لندن لوتن، مطار لندن ستانستد، مطار مانشستر، مطار نيوكاسل |
| توي فلاي بلجيكا            | موسمي: مطار أنتويرب |

## الإحصاءات
| العام | مجموع عدد المسافرين | % التغيير |
| ----- | ------------------- | --------- |
| 2007  | 859,832             |           |
| 2008  | 969,474             | ▲ 12.8    |
| 2009  | 956,972             | ▼ 1.3     |
| 2010  | 1,033,512           | ▲ 8.0     |
| 2011  | 997,020             | ▼ 3.5     |
| 2012  | 930,850             | ▼ 6.6     |
| 2013  | 981,118             | ▲ 5.4     |
| 2014  | 991,356             | ▲ 1.0     |
| 2015  | 1,001,255           | ▲ 1.0     |
| 2016  | 1,006,738           | ▲ 0.6     |
| 2017  | 1,092,547           | ▲ 8.5     |
| 2018  | 1,119,347           | ▲ 2.4     |
| 2019  | 1,144,471           | ▲ 2.2     |

|}

## روابط خارجية
- Official website
- حالة الطقس في مطار اينسبوروك.
- تاريخ الحوادث لـ (INN) على شبكة سلامة الطيران.